# Vågåvatnet

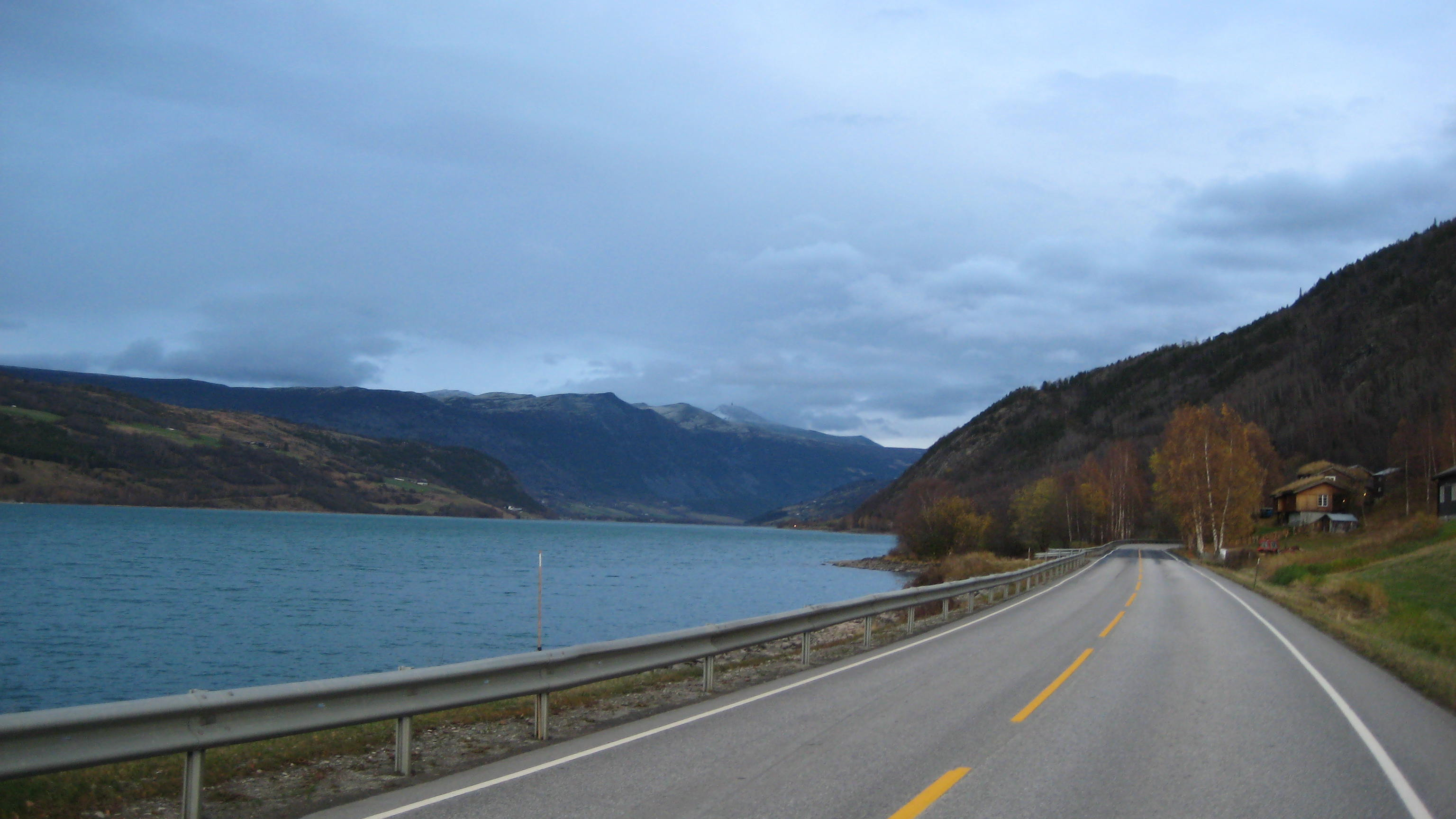
Vågåvatnet mot öst.

Vågåvatnet är en insjö i Lom och Vågå kommuner i Innlandet fylke i Norge. Floden Otta, som rinner från Skjåk kommun, rinner in i sjön, och rinner sedan ut ur sjön vid Vågåmo. Sjön är lokaliserad 362 meter över havsnivån och har en yta på 14,76km². Den är därmed en av Norges 200 största sjöar.